# Ali Hazelwood
 (mai 2025).
La mise en forme du texte ne suit pas les recommandations de Wikipédia : il faut le « wikifier ».
Les points d'amélioration suivants sont les cas les plus fréquents. Le détail des points à revoir est peut-être précisé sur la page de discussion.
- Les titres sont pré-formatés par le logiciel. Ils ne sont ni en capitales, ni en gras.
- Le texte ne doit pas être écrit en capitales (les noms de famille non plus), ni en gras, ni en italique, ni en « petit »…
- Le gras n'est utilisé que pour surligner le titre de l'article dans l'introduction, une seule fois.
- L'italique est rarement utilisé : mots en langue étrangère, titres d'œuvres, noms de bateaux, etc.
- Les citations ne sont pas en italique mais en corps de texte normal. Elles sont entourées par des guillemets français : « et ».
- Les listes à puces sont à éviter, des paragraphes rédigés étant largement préférés. Les tableaux sont à réserver à la présentation de données structurées (résultats, etc.).
- Les appels de note de bas de page (petits chiffres en exposant, introduits par l'outil «  Source ») sont à placer entre la fin de phrase et le point final[comme ça].
- Les liens internes (vers d'autres articles de Wikipédia) sont à choisir avec parcimonie. Créez des liens vers des articles approfondissant le sujet. Les termes génériques sans rapport avec le sujet sont à éviter, ainsi que les répétitions de liens vers un même terme.
- Les liens externes sont à placer uniquement dans une section « Liens externes », à la fin de l'article. Ces liens sont à choisir avec parcimonie suivant les règles définies. Si un lien sert de source à l'article, son insertion dans le texte est à faire par les notes de bas de page.
- La présentation des références doit suivre les conventions bibliographiques. Il est recommandé d'utiliser les modèles {{Ouvrage}}, {{Chapitre}}, {{Article}}, {{Lien web}} et/ou {{Bibliographie}}. Le mode d'édition visuel peut mettre en forme automatiquement les références.
- Insérer une infobox (cadre d'informations à droite) n'est pas obligatoire pour parachever la mise en page.

Pour une aide détaillée, merci de consulter Aide:Wikification.
Si vous pensez que ces points ont été résolus, vous pouvez retirer ce bandeau et améliorer la mise en forme d'un autre article.
Pour les articles homonymes, voir Hazelwood.
Ali Hazelwood est une romancière italienne et professeure de neurosciences basée aux États-Unis,,. Plusieurs de ses travaux portent sur les femmes dans les domaines des STIM et dans le milieu universitaire. Son premier roman, The Love Hypothesis, a été un best-seller du New York Times.

## Biographie
Ali Hazelwood nait et grandit en Italie et vit ensuite au Japon et en Allemagne avant de déménager aux États-Unis pour poursuivre son doctorat en neurosciences,. Au cours de ses études supérieures, elle  fait des recherches sur la stimulation cérébrale et les neurosciences cognitives.
Elle travaille comme professeur jusqu'en 2023, date à laquelle elle fait une pause dans le monde universitaire pour se concentrer sur sa carrière d'écrivaine.
Son premier roman, The Love Hypothesis, est publié en septembre 2021. Il figure sur la liste des best-sellers du New York Times pendant plus de 40 semaines,. L'histoire est écrite à l'origine comme une fanfiction de Star Wars sur les personnages de Rey et Kylo Ren, et publiée pour la première fois sur Archive of Our Own en 2018. En 2020, Elle est contactée par un agent littéraire au sujet du roman, qui l'a ensuite aidée à la préparer pour la publication.
En 2022, Ali Hazelwood publie son deuxième roman, Love on the Brain, ainsi que trois nouvelles : Under One Roof, Stuck with You et Below Zero. En 2023, Elle compile ses trois nouvelles dans un livre intitulé Loathe to Love You. La même année, elle publie son troisième roman pour adultes, Love, Theoretically, ainsi que son premier roman pour jeunes adultes, Check & Mate.
En 2024, elle sort la romance paranormale, Bride. Son septième livre, Not in Love, sort en juin 2024.

## Œuvres

### Romans
- The Love Hypothesis (2021)[17]
- Love on the Brain (2022)[18]
- Love, Theoretically (2023)[19]
- Check & Mate (2023)[20]
- Bride (2024)[21]
- Not in Love (2024)[22]
- Deep End (2025)
- Problematic Summer Romance (2025)
- Mate (2025)

### Nouvelles
- Collection Loathe to Love You (2023) :
  - Under One Roof (2022)
  - Stuck with You (2022)
  - Below Zero (2022)
- Cruel Winter with You (2024)

### Nouvelle audio
- Two Can Play (2024)